# ديريك ويلكينسون (لاعب هوكي جليد)
ديريك ويلكينسون هو لاعب هوكي جليد كندي، ولد في 29 يوليو 1974.

## وصلات خارجية
- ديريك ويلكنسون على موقع دوري الهوكي الوطني (الإنجليزية)
- ديريك ويلكنسون على موقع EliteProspects.com (الإنجليزية)
- ديريك ويلكنسون على موقع HockeyDB.com (الإنجليزية)
- ديريك ويلكنسون على موقع Hockey-Reference.com (الإنجليزية)